# Serra del Benicadell
La serra de Benicadell és una formació muntanyosa al País Valencià, en concret fent de separador entre les comarques de la Vall d'Albaida i el Comtat.
Pren el seu nom del cim Benicadell, el més emblemàtic de la serralada, amb 1.104 metres. Altres paratges destacats són el Sercat, on s'han trobat restes del II mil·lenni aC; La Covalta, jaciment arqueològic de període iber, a la banda nord, a 889 metres d'altura; els jaciments de la cova del Moro i la cova Negra; els pous de neu o neveres (la del Benicadell, la de Dalt, la de Baix, la de Xamarra, la del Corral de Diego i la de la Lloma Solaneta); la font Freda; i l'albufera de Gaianes.
S'estén al llarg d'uns vint-i-cinc quilòmetres. Els seus límits són els afluents del riu Serpis cap al nord-est, i el port d'Albaida, cap al sud-oest. La serra de Benicadell, a més a més, forma part del conjunt de serralades prebètiques, amb la serra de la Solana, la serra d'Agullent i la serra d'Ador, l'última de les quals quasi arriba a la mar Mediterrània.
Les seues faldes abasten els següents termes municipals: Albaida, Beniarrés, Beniatjar, Carrícola, Gaianes, L'Orxa, Muro d'Alcoi, Otos, el Ràfol de Salem, Castelló de Rugat, Bèlgida i Salem. La serralada està protegida per la Generalitat Valenciana gràcies a la figura de dos Paisatges Protegits: La Solana, que abasta la cara sud (900 ha), i L'Ombria, la cara nord (2.103 ha).

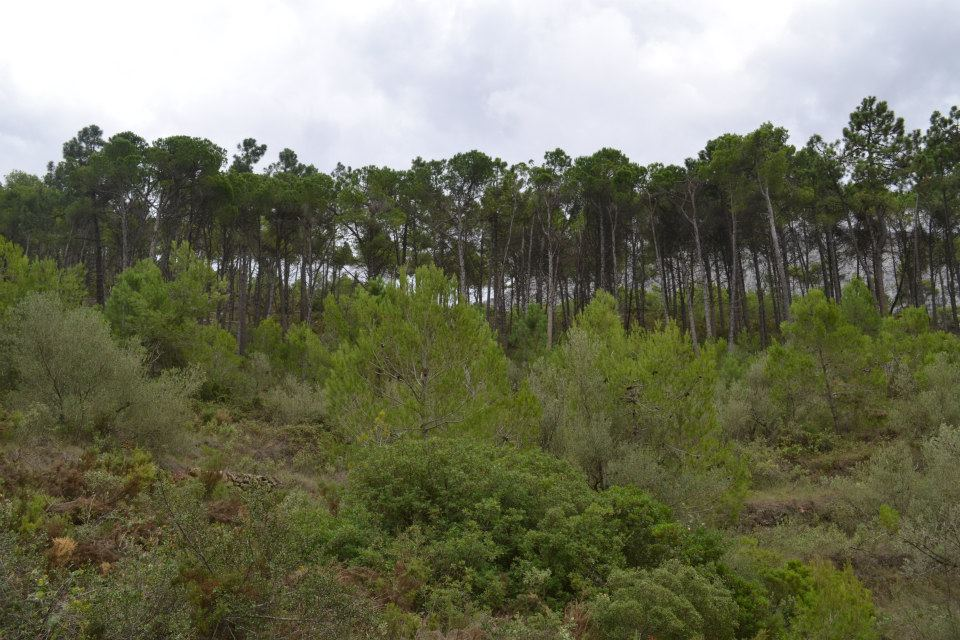

Pel que fa a riquesa natural, hi ha una diferència considerable entre l'Ombria, més humida, i la Solana, més seca i àrida. La majoria dels pinars (de pi blanc i de pi redó)que poblaven estos paratges van desaparéixer fa temps, a causa dels incendis forestals i l'aprofitament humà. Actualment la serra esta coberta per carrasques i pins joves, més tota una serie d'arbusts com vindrien a ser el carrascot, el  romer, l'estepa crespa o l'Argelaga borda entre molts altres. No obstant encara queden alguns racons on es conserven auróns, moixeres, fleixos, i roures
Passant a la fauna, el benicadell té una fauna molt rica. Al referirmos a la fauna ho fem de manera restrictiva ja que nomes nombrem la majoria dels vertebrats i no els invertebrats.